# Campeonato Mundial de Rali de 1977
Resultados do World Rally Championship de 1977
FIA Cup for Drivers: Sandro Munari 

## Pontos
| Provas |  |  |  |  |  |  |  |  |  |  |  | Total |
| ------ |  |  |  |  |  |  |  |  |  |  |  | ----- |
| Fiat   |  |  |  |  |  |  |  |  |  |  |  | 136   |
| Ford   |  |  |  |  |  |  |  |  |  |  |  | 132   |
| Toyota |  |  |  |  |  |  |  |  |  |  |  | 70    |
| Opel   |  |  |  |  |  |  |  |  |  |  |  | 65    |
| Lancia |  |  |  |  |  |  |  |  |  |  |  | 60    |

| 1  |
| 2  |
| 3  |
| 4  |
| 5  |
| 6  |
| 7  |
| 8  |
| 9  |
| 10 |
| 11 |
| 12 |
| 13 |
| 14 |
| 15 |
| 16 |
| 17 |
| 18 |
| 19 |
| 20 |
| 21 |
| 22 |
| 23 |
| 24 |
| 25 |
| 26 |
| 27 |

## Provas
| Nome                          | Data inicio-fim                        | Podium Piloto                                             | Podium Carro                                                   |
| ----------------------------- | -------------------------------------- | --------------------------------------------------------- | -------------------------------------------------------------- |
| Rallye Automobile Monte Carlo | 22 de Janeiro - 28 de Janeiro 1977     | 1. Sandro Munari 2. Jean-Claude Andruet 3. Ugo Zanini     | 1. Lancia Stratos 2. Fiat Abarth 131 3. SEAT 124 Especial      |
| Uddeholm Swedish Rally        | 11 de Fevereiro - 13 de Fevereiro 1977 | 1. Stig Blomqvist 2. Bror Danielsson 3. Anders Kulläng    | 1. Saab 99EMS 2. Opel Kadett GT/E 3. Opel Kadett GT/E          |
| Portugal Rally                | 1 de Março - 6 de Março 1977           | 1. Markku Alén 2. Björn Waldegård 3. Ove Andersson        | 1. Fiat Abarth 131 2. Ford Escort RS 3. Toyota Celica          |
| Safari Rally Kenya            | 7 de Abril - 11 de Abril 1977          | 1. Björn Waldegård 2. Rauno Aaltonen 3. Sandro Munari     | 1. Ford Escort RS1800 2. Datsun Violet 3. Lancia Stratos       |
| Propecia Rally of New Zealand | 7 de Abril - 11 de Abril 1977          | 1. Fulvio Bacchelli 2. Ari Vatanen 3. Markku Alén         | 1. Fiat Abarth 131 2. Ford Escort RS1800 3. Fiat Abarth 131    |
| Acropolis Rally Greece        | 28 de Maio - 3 de Junho 1977           | 1. Björn Waldegård 2. Roger Clark 3. Harry Källström      | 1. Ford Escort RS1800 2. Ford Escort RS1800 3. Datsun Violet   |
| 1000 Lakes Rally              | 26 de Agosto - 28 de Agosto 1977       | 1. Kyösti Hämäläinen 2. Timo Salonen 3. Björn Waldegård   | 1. Ford Escort RS1800 2. Fiat Abarth 131 3. Ford Escort RS1800 |
| Rally Critérium du Québec     | 14 de Setembro - 18 de Setembro 1977   | 1. Timo Salonen 2. Simo Lampinen 3. Roger Clark           | 1. Fiat Abarth 131 2. Fiat Abarth 131 3. Ford Escort RS        |
| San Remo Rally                | 4 de Outubro - 8 de Outubro 1977       | 1. Jean Claude Andruet 2. Maurizio Verini 3. 'Tony'       | 1. Fiat Abarth 131 2. Fiat Abarth 131 3. Fiat Abarth 131       |
| Tour de Corse                 | 5 de Novembro - 6 de Novembro 1977     | 1. Bernard Darniche 2. Raffaele Pinto 3. Fulvio Bacchelli | 1. Fiat Abarth 131 2. Lancia Stratos 3. Fiat Abarth 131        |
| Lombard RAC Rally             | 20 de Novembro - 24 de Novembro 1977   | 1. Björn Waldegård 2. Hannu Mikkola 3. Russell Brookes    | 1. Ford Escort RS1800 2. Toyota Celica 3. Ford Escort RS1800   |